# Conus nobilis
Conus nobilis (nomeada, em inglês, Noble Cone) é uma espécie de molusco gastrópode marinho predador do gênero Conus, pertencente à família Conidae da ordem Neogastropoda. Foi classificada por Carolus Linnaeus em 1758, descrita em sua obra Systema Naturae. É nativa do Indo-Pacífico.

## Descrição da concha
Conus nobilis possui uma concha cônica, mas ligeiramente arredondada, sólida, espessa e pesada, com uma espiral baixa, de ápice pontudo; com no máximo 7.1 centímetros de comprimento e de coloração geral castanha-amarelada ou alaranjada, com ou sem faixas escuras na sua superfície e também com marcações brancas, mais ou menos triangulares e podendo ocupar toda a sua superfície, o que a torna extremamente atraente. Abertura estreita, dotada de lábio externo fino e interior branco.

## Distribuição geográfica
Esta espécie é encontrada espalhada no Indo-Pacífico, do Índico oriental até o Sudeste Asiático, na Indonésia.

## Subespécies
C. nobilis possui sete subespécies:
- Conus nobilis nobilis Linnaeus, 1758
- Conus nobilis victor Broderip, 1842
- Conus nobilis skinneri da Motta, 1982
- Conus nobilis friedae (da Motta, 1991)
- Conus nobilis renateae Cailliez, 1993
- Conus nobilis abbai Poppe & Tagaro, 2011
- Conus nobilis gisellelieae (Parsons, Abbas & Lie, 2020)